# Pygmalion (film 1937)
Pygmalion è un film del 1937 diretto da Ludwig Berger. 
È tratto dall'omonima commedia di George Bernard Shaw, più volte trasposta per il cinema. La storia della fioraia cockney viene trasferita ad Amsterdam. Precede di un anno la versione classica inglese di Asquith e Howard.

## Trama
La vicenda si svolge ad Amsterdam. Elisa Doeluttel, detta Liesje, è una povera ma impudente fioraia popolana dal rozzo accento amstelodamense. Il professor Higgins, linguista e insegnante di dizione, si imbatte brutalmente in lei e resta scioccato dal suo modo di esprimersi e dalla sua pronuncia.